# Institut d'astronomie de l'université d'Hawaï
 (signalé en août 2025).
Si vous disposez d'ouvrages ou d'articles de référence ou si vous connaissez des sites web de qualité traitant du thème abordé ici, merci de compléter l'article en donnant les références utiles à sa vérifiabilité et en les liant à la section « Notes et références ».
- Archive Wikiwix
- Bing
- Cairn
- DuckDuckGo
- E. Universalis
- Gallica
- Google
- G. Books
- G. News
- G. Scholar
- Persée
- Qwant
- (zh) Baidu
- (ru) Yandex
- (wd) trouver des œuvres sur Wikidata

L'Institut d'astronomie de l'université d'Hawaï (en anglais Institute for Astronomy, University of Hawai'i) est un organisme de recherche de l'université d'Hawaï dirigé par Rolf-Peter Kudritzki. Son siège est à Honolulu, à Hawaï, sur le campus de l'université d'Hawaï à Manoa. D'autres bâtiments se trouvent à Pukalani sur l'île de Maui et à Hilo sur celle d'Hawaï. L'institut emploie plus de 150 astronomes et techniciens. Les études menées portent sur le système solaire, les étoiles, les galaxies et la cosmologie. Il possède pour cela des observatoires astronomiques sur le volcan Haleakalā (observatoire du Haleakalā), sur Maui, et au Mauna Kea sur l'île d'Hawaï avec les observatoires du Mauna Kea.